# シシウド
シシウド（猪独活、Angelica pubescens)は、日本と中国が原産のセリ科の植物である。
草本植物多年生植物である。3回羽状の葉は長さ1mになり、小葉は5-10cmになる。花は白色で、大きな散形花序となる。
若い茎や葉は山菜として食用となり、しばしばウドと混同される。中国医学にも用いられる。
根にはクマリン成分として angelical が含まれているとの報告が有る。

## 関連文献
- 廣江美之助「シシウド」『植物分類，地理』第14巻第1号、日本植物分類学会、1949年、10-11頁、doi:10.18942/bunruichiri.kj00001077577、ISSN 0001-6799。